# Kateřina Lišková
Kateřina Lišková (* 28. února 1976 Teplice) je česká socioložka. Odborně se zaměřuje na otázky genderu, sexuality a sociální organizace intimity, rovněž zkoumá vzdělávání v kontextu genderu a etnicity. Přednáší na oborech genderová studia a sociologie na Fakultě sociálních studií Masarykovy univerzity a pracuje v Oddělení moderních transnacionálních a intelektuálních dějin Historického ústavu Akademie věd ČR.

## Život
V roce 2001 získala magisterský titul v oboru sociologie na Fakultě sociálních studií Masarykovy univerzity a v roce 2005 nastoupila jako výzkumná pracovnice v programu genderových studií na oddělení sociologie na Masarykově univerzitě. Roku 2007 dokončila svůj doktorský studijní program a začala působit jako odborná asistentka na programu genderových studií na Fakultě sociálních studií Masarykovy univerzity.
Působila také na Technické univerzitě v Berlíně jako Marie Curie Visiting Scholar. Pracovala jako visiting scholar na Kolumbijské univerzitě a Newyorské univerzitě v New Yorku, jako fulbright scholar působila na New School for Social Research a jako research fellow na Imre Kertész Kolleg v Německu.
Přednášela na několika amerických a britských univerzitách, publikovala v zahraničních monografiích vydaných nakladatelstvími Routledge, SAGE, Palgrave a Blackwell a v žurnálech jako Sexualities či History of the Human Sciences.
Je úspěšnou řešitelkou evropského výzkumného projektu Constructing Sexuality and Gender in Czechoslovak Sexological Discourses during Communism (1948–1989) v rámci Marie Curie International Outgoing Fellowship – European Commission FP7. Výsledky své práce vydala v prestižním nakladatelství Cambridge University Press pod názvem Sexual Liberation, Socialist Style. Communist Czechoslovakia and the Science of Desire, 1945–1989.
Spolu s Lucií Jarkovskou vystupuje jako stand-up komička v rámci Dua docentky. Společně také v roce 2023 vydaly knihu Feministkou snadno a rychle, jež zvítězila v anketě Knihy roku Deníku N v kategorii Literatura faktu.

## Publikace
Knihy
- Sexual Liberation, Socialist Style: Communist Czechoslovakia and the Science of Desire, 1945–1989. Cambridge: Cambridge University Press, 2018. ISBN 978-11-0834-133-2

- Etnická rozmanitost ve škole. Stejnost v různosti Praha: Portál, 2015. ISBN 978-80-262-0792-4
- Hodné holky se dívají jinam. Feminismus a pornografie. Praha: Sociologické nakladatelství, 2009. ISBN 978-80-7419-022-3
- S genderem na trh. Rozhodování o dalším vzdělání patnáctiletých. Praha: Sociologické nakladatelství, 2010. ISBN 978-80-7419-030-8[11]

Články
- Hranicemi genderu Special Issue of Sociální studia / Social Studies.vol. 9, no. 3.ISSN 1214-813X. 2012. http://socstudia.fss.muni.cz/?q=content/hranicemi-genderu%5B%5D
- Genderové re-konstrukce Special Issue of Sociální studia / Social Studies.vol. 5, no. 1.ISSN 1214-813X. 2008. http://socstudia.fss.muni.cz/?q=content/genderov%C3%A9-re-konstrukce%5B%5D[11]

## Ocenění
V roce 1998 získala Open Society Fund Award za svoji bakalařskou práci a také v roce 2001 získala zvláštní cenu za nejlepší diplomovou práci Centra pro genderová studia Univerzity Karlovy v Praze.